# Влодзиці-Малі
Влодзиці-Малі (пол. Włodzice Małe, нім. Wenig Walditz) — село в Польщі, у гміні Львувек-Шльонський Львувецького повіту Нижньосілезького воєводства.
Населення — 283 особи (2011).
У 1975-1998 роках село належало до Єленьоґурського воєводства.

## Демографія
Демографічна структура станом на 31 березня 2011 року:
|          | Загалом | Допрацездатний вік | Працездатний вік | Постпрацездатний вік |
| -------- | ------- | ------------------ | ---------------- | -------------------- |
| Чоловіки | 140     | 39                 | 97               | 4                    |
| Жінки    | 143     | 31                 | 91               | 21                   |
| Разом    | 283     | 70                 | 188              | 25                   |